# Scopula tripolitana
Scopula tripolitana är en fjärilsart som beskrevs av Sterneck 1933. Scopula tripolitana ingår i släktet Scopula och familjen mätare. Inga underarter finns listade.